# Self (Automarke)
Self war eine schwedische Automarke der Brüder Per und Hugo Weiertz aus Svedala. Sie stellten 1916, 1919 und 1922 drei Cyclecars her. Erfahrung im Automobilbau hatten sie bereits 1910 mit der Marke Weiertz gemacht.
Der erste Wagen hatte einen Einzylindermotor, der zweite einen Vierzylindermotor von Phänomen und der dritte einen V2-Motor von Harley-Davidson. Bei den Autos handelte es sich um Prototypen, die dennoch angeboten wurden. Die damit erworbenen Erfahrungen konnten die Brüder nutzen, als sie ihre Arbeit bei den Thulinverken begannen und an der Entwicklung des Thulin B beteiligt waren.